# Ensembles monastiques arméniens d'Iran
Les ensembles monastiques arméniens d'Iran, localisés dans les provinces d'Azerbaïdjan occidental et d'Azerbaïdjan oriental en Iran, sont un ensemble de trois églises arméniennes construites entre le VIIe siècle et le XIVe siècle. Les édifices — le monastère Saint-Thaddée, le monastère Saint-Stepanos de Djolfa et la chapelle de Dzordzor — ont connu plusieurs reconstructions et rénovations. Ces sites ont été inscrits lors de la 32e édition du Comité du patrimoine mondial le 8 juillet 2008 sur la liste du patrimoine mondial de l'UNESCO. Les trois églises se trouvent dans une zone de 129 hectares et ont été inscrites selon les critères (II), (III) et (IV) pour leur valeur remarquable en ce qui concerne les traditions architecturales et décoratives arméniennes, pour avoir été un centre de diffusion important de la culture arménienne dans la région et pour avoir été le lieu de pèlerinage de l'apôtre Jude (ou Thaddée), une figure-clef de la tradition religieuse arménienne. Ils représentent les derniers vestiges de la culture arménienne dans le sud-est de sa région d'influence. 

## Histoire

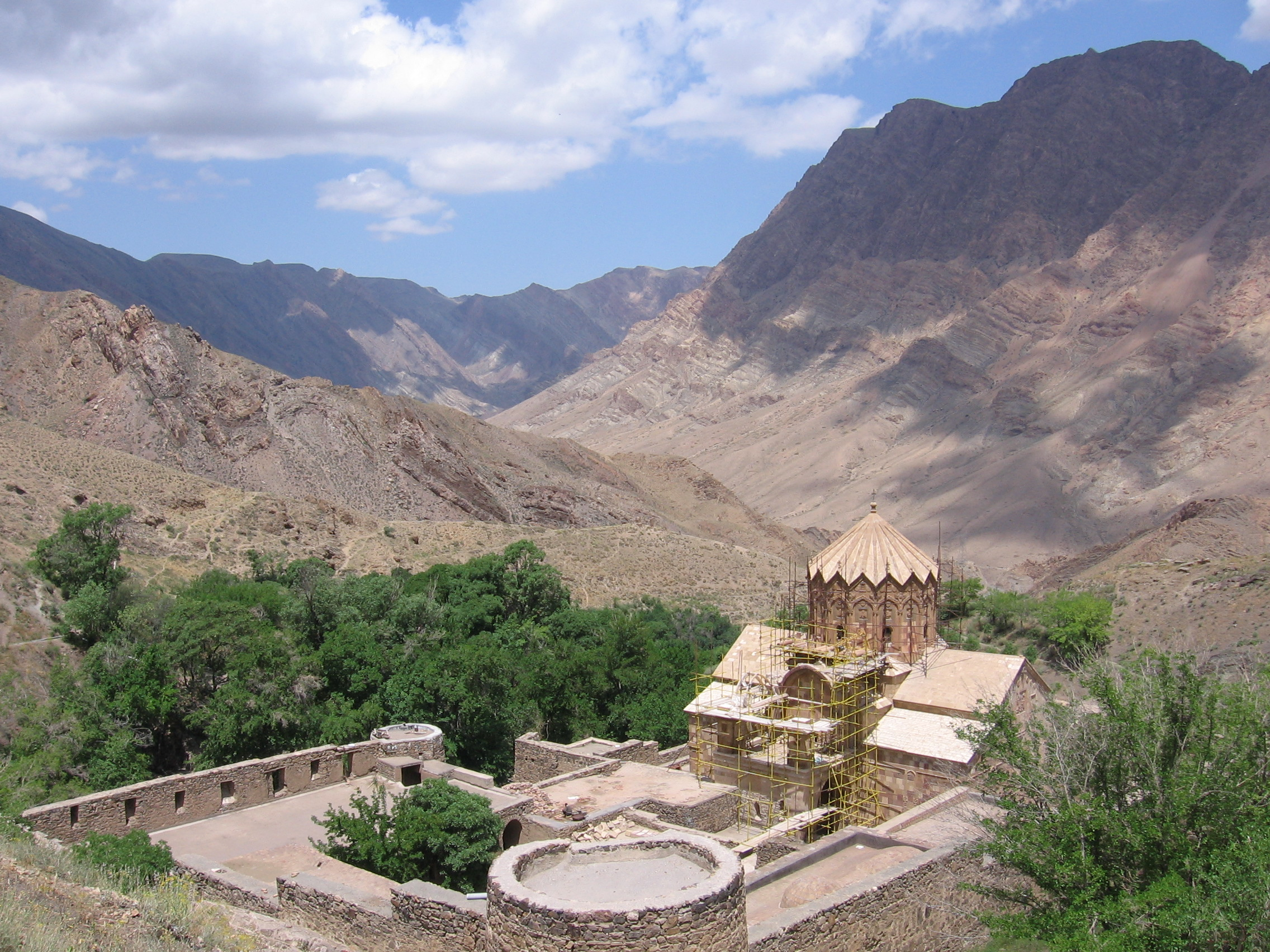
Monastère Saint-Stepanos de Djolfa.

Les Arméniens sont arrivés au nord-ouest de l'Iran - connu à l'époque sous le nom d'Azerbaïdjan iranien - au VIe siècle av. J.-C., ils se sont convertis au christianisme au IVe siècle. Une partie de la région était incluse dans les régions historiques de l'Arménie,,. Des chapelles, des monastères et des églises arméniennes parmi les plus anciens sont situés dans cette région d'Iran et la région de l'Azerbaïdjan iranien en général accueille les plus anciennes églises d'Iran .
On raconte que le corps de Jude (ou Thaddée) a été enterré sur le site du monastère Saint-Thaddée au Ier siècle et que c'est Grégoire Ier qui a fait construire le monastère sur cet emplacement au IVe siècle. Néanmoins, des preuves montrent que le monastère date en fait du VIIe siècle,. Il s'agit de la seconde église arménienne construite après la cathédrale Sainte-Etchmiadzin, et elle était le siège du diocèse au XXe siècle. Elle a été détruite dans un tremblement de terre en 1319 et a été reconstruite par l'évêque Zachariah dans les années 1320.

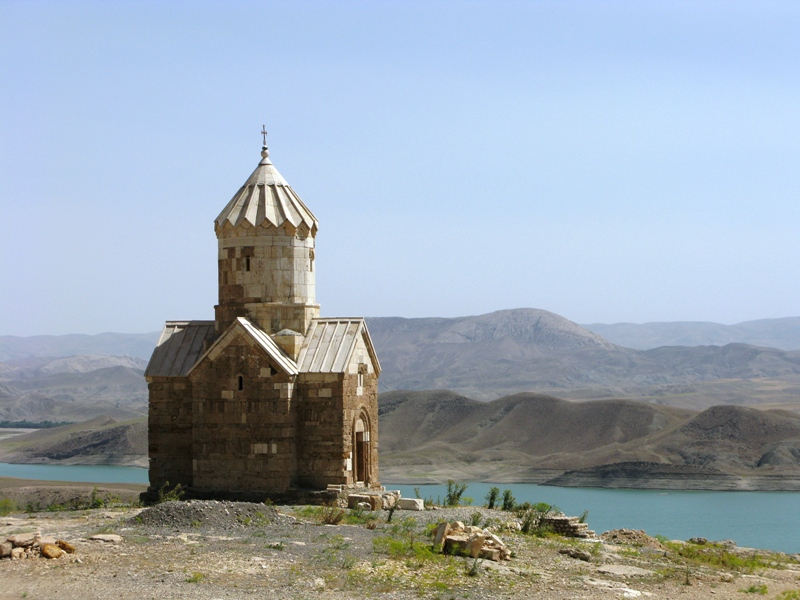
Chapelle Dzordzor.

Durant le règne de la dynastie des Séfévides au XVe siècle, les monastères ont été préservés. Ils ont été abandonnés au XVIe siècle et au XVIIe siècle à la suite d'attaques des Ottomans ayant contraint de nombreux Arméniens à rejoindre le centre de l'Iran. Quand les Séfévides ont repris le contrôle de la zone, les monastères ont de nouveau été occupés et rénovés. Néanmoins, durant le XVIIIe siècle, la région est à nouveau devenue une zone de conflits entre les empires Russe, Ottoman et Perse. Quand les Perses en ont gagné le contrôle, les monastères avaient été endommagés. C'est avec l’avènement de la dynastie Kadjar que les Arméniens sont retournés aux monastères et les ont reconstruits. Le monastère Saint-Thaddée a été reconstruit en 1814 et rénové dans les années 1970.
De la même manière, le monastère Saint-Stepanos de Djolfa a été construit en 649 et reconstruit au même endroit au XXe siècle. Il s'agit d'une église chrétienne importante dans l'histoire de l'indépendance de l'Arménie. Après des dégâts dus à un tremblement de terre, il a été également reconstruit par l'évêque Zachariah dans les années 1320. Durant le XIVe siècle, il était le point d'influence de la région pour le travail des missionnaires chrétiens. Cette période est marquée par la création de manuscrits littéraires et de peintures religieuses. Le monastère a été reconstruit une fois de plus entre 1819 et 1825, il est redevenu alors un centre d'activité religieux. Il a été rénové dans les années 1970 et, de nouveau, entre 1983 et 2001.
La chapelle Dzordzor a été construite sur les berges de la rivière Makuchay à Dzordzor par l'évêque Zachariah en 1314 sur la base de vestiges d'un ancien monument religieux dont l'origine remonterait entre le XXe et le XIIe siècle. Pendant le règne des Ottomans, certaines parties de l'édifice ont été détruites. Plus tard, la chapelle a été menacée par un projet de construction de barrage qui a finalement été déplacé à un autre endroit.